# هارتمن (آرکانزاس)
هارتمن (آرکانزاس) (به انگلیسی: Hartman, Arkansas) یک شهر در ایالات متحده آمریکا با جمعیت ۵۹۶ نفر است که در آرکانزاس واقع شده‌است.

## موقعیت جغرافیایی
موقعیت جغرافیایی شهرها و مناطق اطراف به شرح زیر است: